# 地中海帕梅拉號
地中海帕梅拉號（英語：MSC Pamela）由南韓的三星重工建造，全長336.64米（1,104英尺6英寸），寬45.64米（149英尺9英寸），吃水15.5米（50英尺10英寸） ，其容量為9178 TEU，打破於2005年6月下水的Gudrun Mærsk所創下的9074 TEU最大容量紀錄（隨後在2006年2月被中遠集團旗下船隻COSCO Guangzhou以9469 TEU打破），動力引擎為MAN-BMW 12K98MC-C。地中海帕梅拉號註冊於巴拿馬，於2005年2月7日動工，2005年4月20日完工，2005年7月11日交付並投入服務。